# Formace ve tvaru písmene V

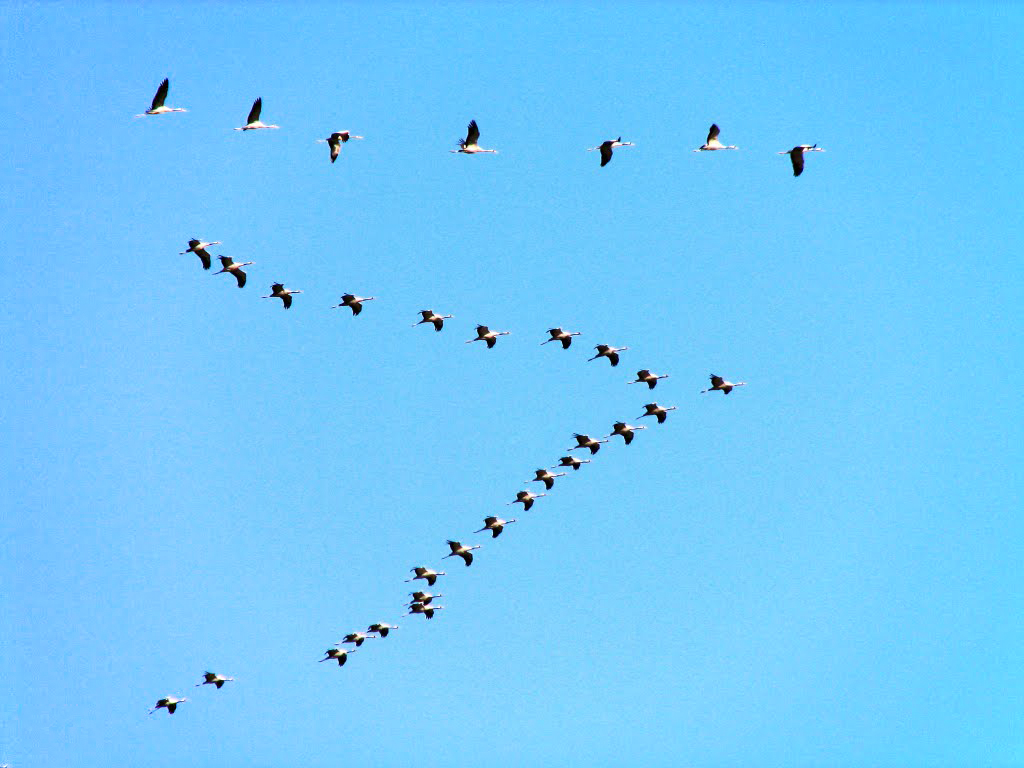
Jeřábi popelaví ve formaci ve tvaru písmene V

Formace ve tvaru písmene V či formace-V, je symetrická letecká formace, kterou zaujímá řada velkých, především migračních druhů ptáků jako jsou husy, kachny nebo labutě.
Formace-V snižuje spotřebu paliva u letadel a je používána i u stíhaček během bojových misí.

## Použití u ptáků
Tato formace umožňuje jedincům po stranách snížit odpor vzduchu a tedy i množství energie nutné k letu. Odhaduje se, že ptáci takto ušetří 20–30 % energie oproti samostatnému letu. Jedincům v čele formace taková úspora neplyne, a proto se ptáci v čele často střídají. Ptáci dokonce dovedou synchronizovat mávání svých křídel tak, aby co nejlépe využívali vztlakových proudů a naopak se efektivně vyhnuli sestupným proudům způsobovaných máváním ptáka před sebou. U jespáků rezavých bylo naměřeno, že při pohybu v hejnech létají o 5 km/h rychleji než při samostatném letu. U pelikánů bílých bylo zaznamenáno, že při letu ve formaci ve tvaru V mají pomalejší srdeční tep a nemusí tolik mávat křídly jako samostatně letící jedinci. Další výhodou této formace je snadné udržování vizuálního kontaktu ptáků mezi sebou.